# Фотографски архив (часопис)
Фотографски архив, „месечни лист за практичну фотографију“, други фотографски часопис у Србији, излазио у Нишу 1914. године. Уредник је био Аранђел Ст. Јотић. Од јануара до марта 1914. изишло 5 бројева.

## Оснивач
Часопис је покренуо Аранђел Ст. Јотић (10/22.фебруар 1869, Неготин – 18.април 1928, Алексинац), гимназијски професор, фотограф, и фотографски писац. Написао је две књиге о фотографији (Практична фотографија, Ниш, 1912; Фотографија, Ниш, 1927), а према сећањима савременика радио је и на обимном фотографском речнику који је остао у рукопису, а доцније је изгубљен. Фотографско дело му је недовољно познато, а ретки примерци (настали око 1903.) налазе се у Народном музеју у Неготину.

## Формат, структура, концепција
Часопис величине 23 x 16 cm, штампан је на „шамоа“ (жућкастом) папиру са неколико (зависно од броја, 2-5) ликовних прилога (фотографија). Насловна страна првог броја решена је налик на реверсе старих фотографија. Као илустратор насловне стране потписан је сликар Стеван Никшић Лала.
Садржај часописа је углавном техичке природе, а на основу терминологије која се употребљава ослоњен је на француску литературу. Усмерен је превасходно према љубитељима фотографије, фото-аматерима.